# Церква Успіння Пресвятої Богородиці (Конюхи)
Церква Успіння Пресвятої Богородиці в Конюхах — парафія і храм греко-католицької громади Козівського деканату Тернопільсько-Зборівської архієпархії Української греко-католицької церкви в селі Конюхи Тернопільського району Тернопільської области.

## Історія церкви
У селі є дві греко-католицькі церкви, одна з яких — храм Успіння Пресвятої Богородиці. Інша парафія розташована в частині села, відомій як «Кут», і має храм Зіслання Святого Духа.
За даними досліджень, проведених адміністратором парафії отцем Василем Вуйціком, церква Успіння Пресвятої Богородиці була збудована у 1770 році. Це свідчить про те, що парафія з самого початку свого існування була греко-католицькою. До 1784 року в селі служили два парохи, після чого залишився один.
6 червня 1897 року з візитацією до парафії прибув Галицький митрополит Сильвестр Сембратович. У 1906 році Юліан Буцманюк виконав розпис храму під керівництвом Модеста Сосенка.
У період з 1946 по 1989 рік парафія належала до РПЦ. У 1991 році парох отець Євген Мушинський перейшов до Греко-католицької церкви, забравши з собою й парафію. У 2011—2012 роках на кошти парафіян було проведено капітальний ремонт церкви.
При парафії діють такі спільноти: братство Матері Божої Неустанної Помочі, «Матері в молитві», «Жива Вервиця», Вівтарна та Марійська дружини.
На території села є кілька хрестів парафіяльного значення і три каплички, де часто проводяться богослужіння. Парафія володіє новим та старим парафіяльними будинками.

## Парохи
- о. Григорій Кулькевич (з 1756),
- о. Григорій Масломацький (1770—1778),
- о. Василь Посєвський (1778—1784),
- о. Василь Кропельницький (1784—1826),
- о. Іван Левицький (1827—1850),
- о. Денис Рудницький (1850—1852),
- о. Микола Їжак (1852—1876),
- о. Юліан Серончковський,
- о. Михайло Боднар,
- о. Юліан Онишкевич (вересень 1877—1901),
- о. Ксенофонт Сосенко (у присутності Галицького митрополита Андрея Щептицького він склав присягу як парох с. Конюхи, 1901—1940),
- о. Іван Мацієвич (2 квітня 1941—?),
- о. Володимир Стебелецький (14 червня 1941—?),
- о. Іван Мацієвич (22 вересня 1941—1946, також підпільно),
- о. Євген Мушинський (листопад 1989—травень 2010),
- о. Борис Новосад (з червня 2010).